# شراكة (هونغ كونغ)
شراكة في هونغ كونغ هو كيان تجاري تم تشكيله بموجب مرسوم الشراكات، والذي يعرف الشراكة على أنها «العلاقة بين الأشخاص الذين يمارسون نشاطًا تجاريًا مشتركًا بهدف الربح» وليست شركة مساهمة أو شركة مسجلة. ذا كان الكيان التجاري مسجلاً لدى مسجل الشركات، فإنه يأخذ شكل شراكة محدودة محددة في قانون الشراكة المحدودة. ومع ذلك إذا فشل هذا الكيان التجاري في التسجيل لدى مسجل الشركات، فإنه يصبح شراكة عامة كشركة افتراضية.

## شراكة محدودة
في الشراكة المحدودة، يكون الشركاء العموميون مسؤولين عن جميع ديون والتزامات الشركة بينما يكون الشركاء المحدودون مسؤولين فقط عن رأس المال الذي ساهموا به في الشركة.
في الشراكة المحدودة، يدير الشركاء العموميون الشركة بينما لا يجوز للشركاء المحدودين. وفي حالة قيام الشركاء المحدودين بذلك، يصبحون مسؤولين بشكل شخصي عن ديون التزامات الشركة بنفس الطريقة التي يتحملها الشريك العام.
ما لم تطلب اتفاقية شراكة بين الشركاء خلاف ذلك، يقرر غالبية الشركاء العامين المسائل التجارية العادية، يجوز لشريك محدود التنازل عن مصلحة الشراكة الخاصة به، لا يمكن لشريك محدود حل الشراكة، إدخال شريك جديد لا يتطلب موافقة الشركاء المحدودين الحاليين.

## شراكة عامة
في الشراكة العامة، يكون جميع الشركاء شركاء عموميين، لذا يكون كل واحد مسؤولاً عن جميع ديون والتزامات الشركة.